# Bocage flérien
Cet article possède un paronyme, voir Bocage (homonymie).
Le bocage flérien est un pays de Normandie situé dans le Bocage normand et relevant du Pays d'Houlme. Il est organisé autour de Flers dans le nord-est du département de l'Orne.
Il est délimité :
- au nord-ouest par le Bocage virois,
- au nord-est par la Suisse normande,
- au sud-est par le Pays d'Andaine,
- au sud par le Domfrontais,
- au sud-ouest par le Mortainais.